# Saarn
Saarn is een wijk van de stad Mülheim an der Ruhr in Duitsland. Saarn is naar oppervlakte de grootste wijk van Mülheim. Saarn is een rijke wijk. Er is een klooster te vinden. Saarn hoort bij het gebied van het Nederfrankische dialect Bergisch (deze taal zou er al als overgangsdialect te beschouwen en sta tussen het Limburgs, Kleverlands en het Westfaals). Saarn ligt aan de Uerdinger Linie.

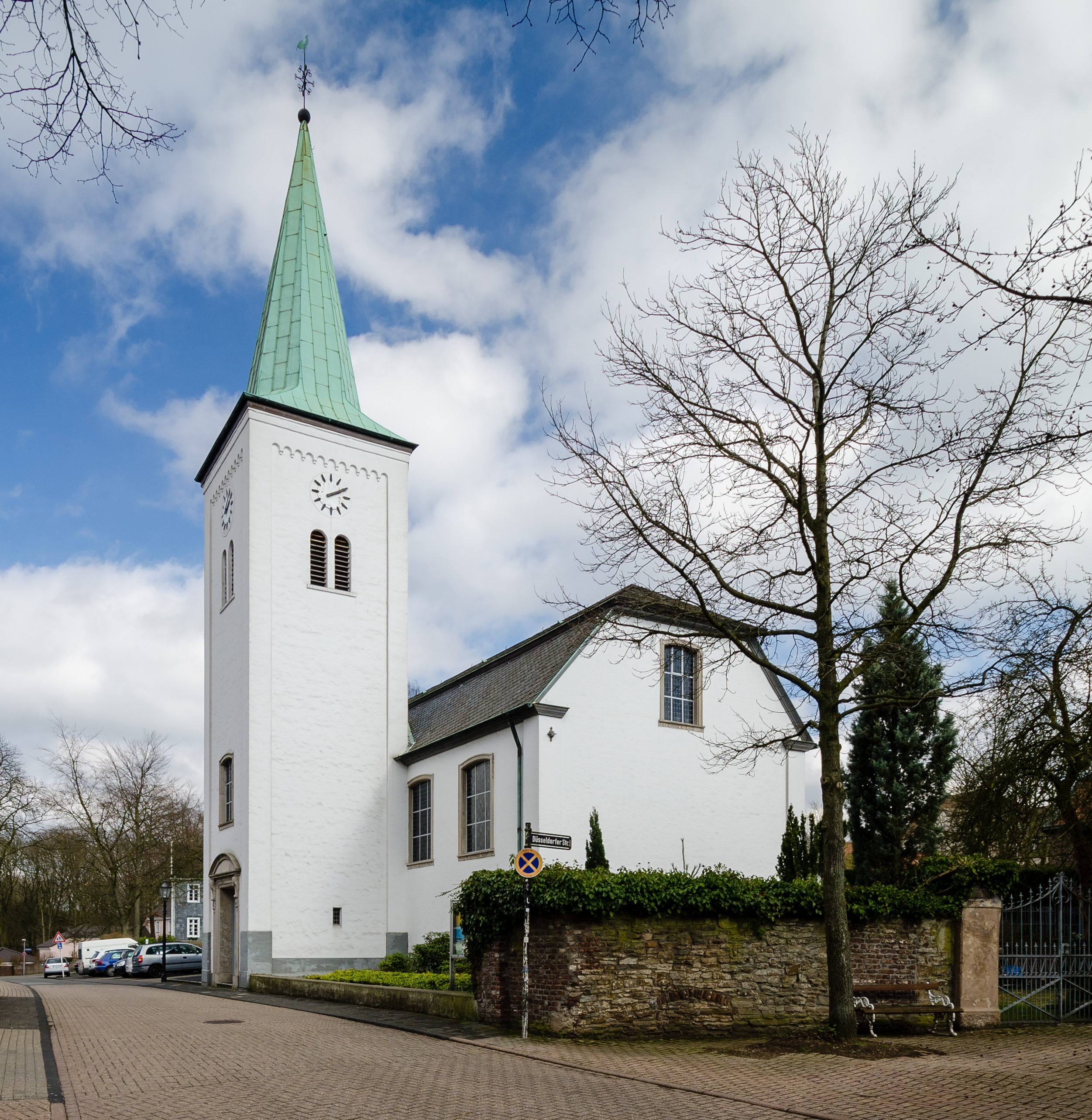
Lutherse dorpskerk van Muelheim-Saarn
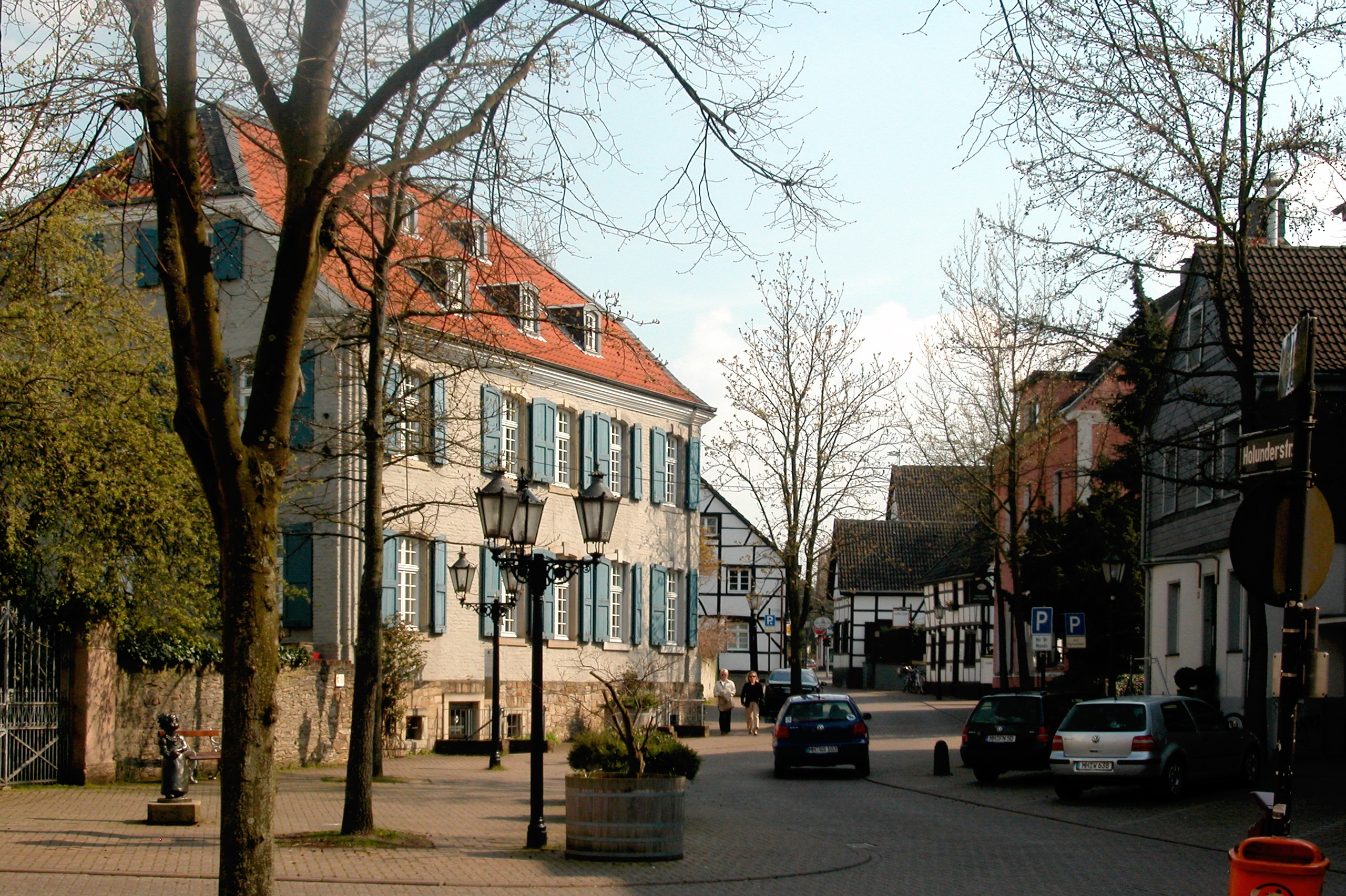
Düsseldorfer Straße